# Цикоридзе, Платон Лукич
Платон Лукич Цикоридзе (10 мая 1918 — 23 декабря 1994) — участник Великой Отечественной войны, командир миномётной роты 1339-го стрелкового полка 318-й стрелковой дивизии 18-й армии Северо-Кавказского фронта, лейтенант. Герой Советского Союза.

## Биография
Родился 10 мая 1918 года в селе Интабуети ныне Чохатаурского района Грузии в крестьянской семье. Грузин. Член ВКП(б)/КПСС с 1940 года. Окончил 10 классов.
В Красной армии с 1937 года. В 1939 году окончил Минское военное пехотное училище. На фронте в Великую Отечественную войну с октября 1943 года. Участвует в боях по освобождению города Новороссийска, за что 318-й стрелковой дивизии было присвоено почётное наименование «Новороссийская». 
Участвовал в знаменитом десанте на Эльтиген. С 1 ноября 1943 года дивизия, принимая участие в Керченско-Эльтигенской операции, в составе 18-й армии Северо-Кавказского фронта высаживает десант на Керченском полуострове, в районе Эльтигена - его 1339-й полк с батальоном морской пехоты погружается на суда в Таманском порту, 1337-й полк грузится на пристани Кротково, 1331-й полк с батальоном морской пехоты отправляется с пристани Соляное. Передовые отряды 318-й дивизии зацепились за эльтигенский плацдарм чуть южнее Камыш-Бурунского мыса.
В руках десанта находился плацдарм площадью три на полтора километра с посёлком Эльтиген в центре. Посёлок расположен между двух озёр — Чурбашским на севере и Тобечикским на юге, на одинаковом расстоянии от обоих. С востока примыкает непосредственно к берегу моря, а с запада, севера и юга прикрыт возвышенностью с небольшими одинокими высотами. Десант отражает множественные атаки противника, пытавшегося отбить плацдарм. Лейтенант Платон Цикоридзе в составе десанта высадившегося в районе посёлка Эльтиген (ныне посёлок Героевское в черте города-героя Керчь) в течение шести суток миномётным огнём поддерживал действия стрелковых подразделений по отражению контратак противника и удержанию захваченного рубежа.
В ночь на 18 ноября 1943 года штабная рация приняла Указ Президиума Верховного Совета СССР о награждении личного состава десанта на Эльтиген. Тридцати четырём солдатам и офицерам присвоено звание Героя Советского Союза. В их числе лейтенант Платон Цикоридзе. 
Указом Президиума Верховного Совета СССР от 17 ноября 1943 года за образцовое выполнение боевых заданий командования на фронте борьбы с немецко-вражескими захватчиками и проявленные при этом мужество и героизм лейтенанту Цикоридзе Платону Лукичу присвоено звание Героя Советского Союза с вручением ордена Ленина и медали «Золотая Звезда».
В декабре 1943 года участвовал в освобождении города Керчь, сражался в Крыму. 

Участвуя в освобождении Севастополя умело руководил миномётными подразделениями, как припрорыве вражеской обороны, так и при отражении контратак противника на высоте Горная. Нескольео раз огнём миномётов были разбиты группы немцев, в общей сложности до 100 человек. Подавлено 11 огневых точек противника.
Достоин правительственной награды Ордена Отечественной войны 2-й степени.
Командир 1339 стрекового полка подполковник Оглоблин. 16 мая 1944 года. — Наградной лист к Ордену Отечественной войны 2-й степени
 Это представление поддержал командир 318-й новороссийской стрелковой дивизии Герой Советского Союза Генерал-майор Гладков В. Ф.. 
В дальнейшем участвовал в Восточно-Карпатской, Западно-Карпатской, Моравско-Остравской, Пражской наступательных операциях. За успешные наступательные боевые действия в Чехословакии награждён медалью «За освобождение Праги»
Войну закончил в Чехословакии на реке Морава под городом Оломоуц.
24 июня 1945 года участвовал в Параде Победы в составе сводного полка 4-го Украинского фронта.
После войны продолжал службу в армии. В 1948 году окончил Военную академию имени М. В. Фрунзе. С 1967 года полковник П. Л. Цикоридзе — в запасе.
Жил в городе Тбилиси. Умер 23 декабря 1994 года. Похоронен в родном селе.

## Награды
- Медаль «Золотая Звезда»[3][4].
- Орден Ленина (24.03.1945)[5]
- Орден Отечественной войны I степени (6.4.1985)[6]
- Орден Отечественной войны II степени (31.05.1944)[7]
- Орден Красной Звезды (21.08.1953)[8]

- медали, в том числе:
  - «За боевые заслуги» (24.06.1948)[8].
  - «За оборону Кавказа» (1944)[8].
  - «В ознаменование 100-летия со дня рождения Владимира Ильича Ленина» (6 апреля 1970)
  - «За победу над Германией» (9 мая 1945[9])[10].
  - «За освобождение Праги» (9.5.1945)
  - «20 лет Победы в Великой Отечественной войне 1941—1945 гг.» (7 мая 1965[11])
  - «30 лет Победы в Великой Отечественной войне 1941—1945 гг.»[12]
  - «Медаль «Сорок лет Победы в Великой Отечественной войне 1941-1945 гг.»»[13]
  - «Ветеран труда»
  - «30 лет Советской Армии и Флота»[14]
  - «40 лет Вооружённых Сил СССР»[15]
  - «50 лет Вооружённых Сил СССР» (26 декабря 1967[16])
  - «60 лет Вооружённых Сил СССР» (28 января 1978[17])

- Знак «25 лет победы в Великой Отечественной войне» (1970)

## Память
- На могиле установлен надгробный памятник
- Его имя увековечено в Главном Храме Вооружённых сил России, и навсегда запечатлено на мемориале «Дорога памяти»